# Francisco Desquivel
Francisco d'Esquivel Landa, anche riportato come Desquivel (Vitoria, 1550 – Cagliari, 21 dicembre 1624), è stato un arcivescovo cattolico spagnolo di origine basca, figura importante nella storia della Sardegna.

## Vita in Spagna
Francisco d'Esquivel nacque da illustre famiglia di Vitoria, figlio di Francisco de Ali d'Esquivel e di donna Maria de Landa, intorno al 1550. Sulla forma del cognome vi sono differenze radicate, trovandosi tanto la dizione d'Esquivel quanto quella Desquivel.
Nel 1584 conseguì la laurea in diritto civile ed ecclesiastico presso l'Universidad del Espíritu Santo di Oñati, dove inoltre insegnò per alcuni anni. Fu vicario generale e vicario giudiziale della diocesi di Ciudad Rodrigo. Nel 1595 assunse la carica di inquisitore a Maiorca.
In questa veste riscosse notevole consenso, tanto presso la popolazione quanto presso re Filippo III, che nel 1604 lo nominò arcivescovo di Cagliari. Papa Paolo V lo elesse nella prestigiosa carica il 20 giugno 1605.

## Vita in Sardegna
L'anno seguente, assunta la carica, resse l'Inquisizione in Sardegna tramite un delegato; in virtù della sua esperienza in materia rimase un punto di riferimento per tutto il regno di Sardegna anche dopo la nomina di un inquisitore effettivo.
Nel governo spirituale della diocesi indisse due sinodi e curò diverse visite pastorali, inoltre riprese duramente i parroci che non adempivano all'obbligo della residenza, benché in generale il suo giudizio sul clero sia decisamente positivo e di conseguenza anche quello sulle anime affidategli.
Alla sua azione, insieme a quella dei predecessori, del consiglio della città e del parlamento, si deve l'istituzione dell'università di Cagliari, con bolla di Paolo V del 1606 e diploma regio del 1620; ed insieme, del seminario diocesano. Ad insegnare in entrambe le istituzioni furono chiamati i gesuiti.
Inoltre fu per sua iniziativa che nel 1618, fu fondato un seminario dedicato alla preparazione culturale anche dei laici, fino allora molto scadente: il Collegio dei nobili, ancora in funzione nell'anno scolastico 2020/21 col nome di Convitto nazionale Vittorio Emanuele assunto nel Risorgimento.

## Isancti innumerabiles
Il nome di monsignor d'Esquivel è però legato indissolubilmente al rinvenimento delle reliquie dei santi martiri cagliaritani. All'epoca, era aspra la polemica per il titolo di primate di Sardegna con l'arcivescovo di Sassari; quest'ultimo, che  aveva appena rinvenuto, le reliquie dei santi Gavino, Proto e Gianuario (cui è tuttora dedicata la magnifica basilica a Porto Torres) si appellava alla delegazione primaziale concessa all'arcivescovo Prospero di Torres nel XIV secolo. In risposta, Esquivel organizzò a partire dal 1615 imponenti e invadenti scavi archeologici nelle aree in cui la pietà popolare venerava martiri paleocristiani, in particolare intorno alla basilica di San Saturnino a Cagliari ed a Sulci (isola di Sant'Antioco).
A Cagliari egli diresse i lavori di persona e trovò una lapide con la scritta + S....INUM..., interpretata erratamente come sancti innumerabiles; effettivamente negli anni seguenti furono scoperti numerosi resti, fra cui quelli dei santi Cesello, Camerino, Lussorio e finalmente Saturnino, patrono della città.
Per onorare queste presunte sante reliquie costruì una cripta nella cattedrale di Cagliari, contenente il santuario dei martiri cagliaritani: in tre cappelle - dedicate alla Madonna dei martiri, a San Saturnino e a San Lucifero, uno dei primi vescovi della città autore di opere importanti contro le eresie - pareti e volta contengono seicentodiciassette rosoni diversi e centosettantanove nicchie
ognuna col nome del santo di cui contengono reliquie, gli uni e le altre tutte scolpite a mano in marmo policromo. Ancora oggi questo monumento è uno dei più singolari esiti dell'architettura barocca in Sardegna.

## La morte

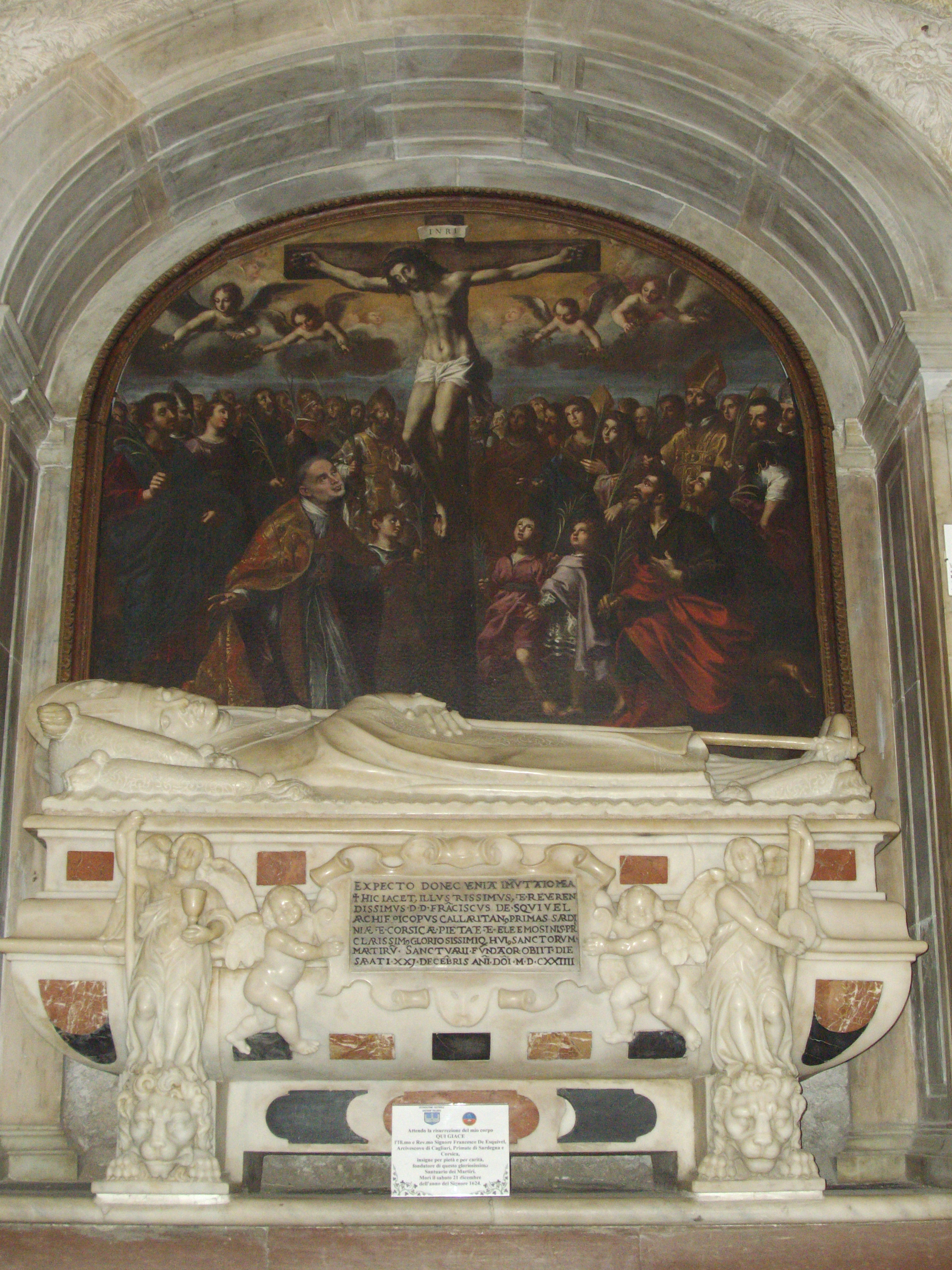
Il sarcofago di monsignor Desquivel, raffigurato anche nel dipinto.

Nonostante le sue richieste di tornare in Spagna, monsignor Francisco d'Esquivel rimase a Cagliari fino alla morte, avvenuta il 21 dicembre 1624, dopo 18 giorni di malattia. Il suo corpo fu sepolto in un sarcofago all'entrata del santuario da lui costruito, vicino ai "suoi" santi martiri.

## Genealogia episcopale
La genealogia episcopale è:
- Cardinale Scipione Rebiba
- Cardinale Giulio Antonio Santori
- Cardinale Enrico Caetani
- Arcivescovo Alfonso Laso Sedeño
- Arcivescovo Francisco Desquivel